# 阿苏白川站
阿蘇白川站（日语：／ Asoshirakawa eki */?）是一個位於熊本縣阿蘇郡南阿蘇村大字吉田，屬於南阿蘇鐵道高森線的鐵路車站。

## 外部連結
- 南阿蘇鐵道 – 阿蘇白川車站 （页面存档备份，存于）（日語）